# Тела (сын Одоакра)
Тела (убит в 500) — единственно достоверно известный сын правителя Италии Одоакра.

## Биография
Был сыном Одоакра и Сунигильды. На протяжении жизни был всегда рядом с отцом. Во время осады Равенны остготами в 490—493 годах был провозглашён цезарем. Это вызвало негодование Теодориха Великого и византийского императора Зинона.
После убийства в 493 году Одоакра, Сунигильды и дяди Онульфа остготами по приказу Теодориха Великого был выслан к вестготам. При попытке в 500 году возвратиться из Галлии в остготскую Италию был пленён и по повелению Теодориха Великого казнён.